# Метт Штуцман
Метт Шту́цман (нар. 10 лютого 1982, Канзас-Сіті) — американський лучник-паралімпієць. Паралімпійський призер 2012 року у складі збірної команди США. Брав участь у Параолімпійських іграх у Ріо.
Народився у Канзас-Сіті (штат Канзас) без обидвох рук, проте навчився використовувати для усього, що роблять звичайні люди, свої ноги. Живе у Фейрфілді, округ Джефферсон, штат Айова. Одружений, виховує двох синів.
Штуцману належить світовий рекорд дальності прицільної стрільби з лука (210 м).
Станом на 30 жовтня 2013 року посідав першу сходинку у рейтингу Світової федерації лучників.